# Српско вајарство
Српско вајарство обухвата вајарска дела која припадају наслеђу српске културе. За разлику од српског сликарства, вајарство има потпуно другачији пут јер практично није ни постојало до половине 19. века. До тада, ако се изузме црквена орнаментика и народна пластика, скулптура у ужем смислу те речи није ни постојала. Један од основних узрока се може наћи и у потпуно другачијем ставу православне цркве у односу на католичку, јер православна црква није одобравала скулптуре светаца, сцена из библије и других религиозних тема, па се, скулптура постепено појављује тек са школовањем вајара из Србије у иностранству и јачањем световног, грађанског друштва и његовим већим упливом и у уметност. Други фактор споријег развоја вајарства јесте вишевековна колективна окренутост ка литерарном и наративном као основној претпоставци уметности.

## Историја
Историја српског вајарства - скулптуре почиње тек крајем 19. века и почетком 20. века и то под утицајем академизма или неокласицизма, романтизма, реализма, веризма и симболизма - и почетака нечег што се може наслутити као импресионистичко, роденовско или сецесионистичко схватање у скулптури.
Прва и друга деценија 20. века доносе, само релативне новине, а трећа доноси битне помаке промене - „конструктивно“ и „синтетично“ поимање скулптуре и покушаје авангардизама. Четврта деценија доноси интимизам, реализам и социјалну уметност. Пета деценија је доба социјалистичког „ангажованог реализама“, а после 1950. године настаје концептуални прелом - ново доба српске скулптуре.

### Деветнаести век
Вајарство се у Србији у 19. веку развијало под великим утицајем антике, а за родоначелника српске скулптуре и јединог знаменитог вајара 19. века сматра се Петар Убавкић, први српски вајар.
Међу прве јавне споменике у модерној Србији убраја се крст односно спомен-обележје које је на Врачару 1847. подигао Глигорије Возаревић и и Споменик ослободиоцима Београда у 1806. години, који је 1848. године подигао кнез Александар Карађорђевић.
Убавкић (1852 - 1910) се школовао у Минхену и у Риму и својим обимним делом је утро пут сррпкој скулптури и вајарима који ће доћи после њега. Он се у својим делима тачно уклапа у временски и поетички простор - класицизам додирнут романтизмом који тежи натурализму и веризму (Циганка 1885., Краљица Наталија, 1887., Вук Караџић, 1889.).
Значајна година за историју српског вајарства је 1882. Тада је отворена прва самостална изложба Убавкићевих дела и подигнут је Споменик кнезу Михаилу.
Ђорђе Јовановић (1861 - 1953) је дао преко 300 дела у српском вајарству и ако су му била позната Роденова дела и дела сецесије већину својих дела је направио у академским захтевима својих професора у неокласицистичком стилу. Први пут је излагао на Париском салону и Светској изложби у Паризу 1889, где је добио бронзану медаљу, а на Светској изложби 1900. г. у Паризу добио је златну медаљу. Ђорђе Јовановић је у својим делима сав у поднебљу 19. века. Он је спојио натурализам са литературом, а академизам Минхена са академизмом Париза.
Симеон Роксандић (1874 -1943) је са својим скулптурама много топлији и ближи, него што су то дела Петра Убавкића и Ђорђа Јовановића. На његовим скулптурама није у тој мери присутна утврђена - академска шема, па је самим тим и његово осећање живота и форме много присније и живље. Његов натурализам, као и натурализам Ђорђа Јовановића, за разлику од Петра Убавкића је финије врсте. У два-три портрета и у фигурама деце, као и на две његове најпознатије скулптуре - „Рибар“ (Фонтана на Калемегдану, Београд) и „Дечак са разбијеним крчагом“ (Чукур чесма, Добрачина улица, Београд) постигнут је склад између пластичних и емотивних вредности.

### 1900. - 1920. година
Академизам у српском вајарству на почетку 20. века има две основне одлике које се преплићу и међусобно су условљене:
- Стабилност у начину обликовања и непромењивост вајарског израза и језика
- Мимезис као општу филозофију уметности.

Ове основне одлике српског вајарства на почетку 20. века, потврђује се и види у делима српских вајара:
- Пашко Вучетић (1871—1925)
- Јан Коњарек (1878—1952)
- Драгомир Арамбашић (1881—1945)
- Живојин Лукић (1889—1934)

Академизам у Србији траје од 1870. године до 1920. године. После 1920. године, па све до 1950. године, академизам, у различитим видовима се јавља само као субисторијска појава слабећи, све више, из године у годину.
Мада вајари покушавају да избегну „темпоралну“ - храмско митолошку уметност и њене мотиве и линије, ипак не могу без устаљених -„вечних и непроменљивих норми“, и њихов репертоар обухвата облике и форме које иду од неокласицизма преко барокизованог романтизма до веризма, па све до натурализма, сецесије и симболизма.
Овакав приступ вајарском делу - скулптури је, пре свега, заснован на двојству значења и на покушају да се из света материјалног закорачи у свет трансценденталног. Овакви покушаји и приступ се види у скулптурама - „Болесна“ (1906), Томе Росандића (1878—1959), „Последњи дах“ (1906) и „Портрет С. Пандуровића“ (1907), Јана Коњарека - где је и даље присутна пренаглашена сентименталност, па у том свом поступку подсећају на „Блажену Лодовику Албертонију“ Лоренца Бернинија.
Симболизам полако надире у скулптуре српских вајара и настоји да смањи и укине остатке дуализама привида и суштине - биће није сакривено већ откривено. Па ипак, и академизам има своје кретање и своје облике јер је симбол, који се све више примећује у делима српских вајара, више тражен у привиду и у сликама стварности - јер оне непосредно изазивају наша питања и нашу зебњу, а не у природи пластичног склопа.

### 1910. - 1920. година
У другој деценији 20. века, српско вајарство креће крупнијим корацима и све више еволуира, па се са транспозиција стиже до лакше форме стилизације, али и даље чувајући карактер модела. Тај правац и форма се огледа у делима вајара Томе Росандића који, и својим схватањем скулптуре, као и својим делом, већ добија одлике старог мајстора, и, мада је у много чему сличан Мештровићу, ипак се и доста разликује од њега. Ту су и Сретен Стојановић (1898—1960) и Стеван Боднаров (1905—1993), који се исказују као снажни портретисти и прецизни, чак миницуозни аналитичари, али су истовремено и рустично елементарни.
Са друге стране, ту су мајстори женске фигуре, пуни меланхоличне медитеранске смирености и чулности, Живојин Лукић (1889—1934), Петар Палавичини (1887—1958), Ристо Стијовић (1894—1974), Душан Јовановић Ђукин (1891—1945).

### 1920. - 1930. година
Вајарска остварења ова четири уметника су прави показатељ и сведочанство о пресудном резу који се у српском вајарству десио у трећој деценији 20 века. Скулптура постаје довољна сама себи, она је затворени монолит на који належе простор. Губи се и нама узајамног прожимања простора и скулптуре и однос „простор“ - „облик“ је једнообразан, без ритма и односа пуно и празно. Скулптура постаје статична и фронтална и својом пуноћом и густином осваја нас енергијом која извире из ње саме, из њеног средишта, а не из односа „простор“ - „скулптура“.
Године 1926. одигнут је споменик краљу Петру на централном тргу у данашњем Зрењанину.

### 1930. - 1940. година
У четвртој деценији 20. века долази до наглог преокрета јер су се уметници који су заступали „синтетичну“ и „конструктивну“ поетику (Петар Палавичини - „Дон Кихот“, Портрет „Растка Петровића“), својим радом приближили грађанској српској средини и у потпуности променили свој „интимистички и општи став“. Долази до враћања реализму, губи се геометризам и скулптура поприма облике и својства „српске средине“.
У овом периоду, српско вајарство има распон од минијатуре до монументалности, од фигурине до споменика, па се, због те своје наглашене практичне сврхе (фонтана, споменик, биста), српско вајарство спорије развијало и напредовало у односу на српско сликарство.

### 1940. - 1950. година
Српско вајарство, за разлику од сликарства које прати светска кретања, и у овом периоду наставља са својом предратном традицијом и вајарском поетиком, а нарочито после 1950. године. Такав приступ се може видети у делима Петра Палавичинија који и даље ствара нежне женске актове у камену и бронзи, Ристо Стијовић је мало рустичнији, ваја у дрвету, актове и животиње, а Сретен Стојановић наставља са психолошким портретом, а започиње и са монументалном пластиком.
Са друге стране, радећи скулптуре које су у себи имале лично осећање и стил, традиционални фигуративни концепт, као и радикалну драматичну експресију, млађи вајари обогатили су српско вајарство. То су, пре свих Никола Јанковић (1926), па затим Мира Јуришић (1928—1998), Матија Вуковић (1925 - 1985.), Јован Солдатовић (1920 - 2005.), Нандор Глид (1924—1997), Вида Јоцић (1921 - 2002.), Борис Настасијевић (1926), Миша Поповић (1925 - 2005.), Александар Зарин (1923—1998), Момчило Крковић (1929 - 2010.) и Небојша Митрић (1931 - 1989.).

## 1950. - 1980. година
У српском вајарству долази до нових тенденција и озбиљнијих промена и помака који се крећу од асоцијативног антропоморфизма па све до његовог напуштања и преласка у нове, органске или геометријске смерове.
Добрило - Добрица Ђорђевић (1920). Један од најпознатијих вајара овога периода у Југославији је Добрило - Добрица Ђорђевић. Признати самостални уметник, вајар, који је имао 107 колективних цртачких изложби и 56 (педесет и шест) самосталних вајарских изложби. Истакнути уметник овога времена са највећим бројем самосталних изложби. Излагао је у многим колективима, фабрикама и установама, самофинансирајући се. Познат је по многим реалним делима, тј. бистама од гипса, глава - попрсје у природним величинама која су украшавала најлепше холове многих фабрика и установа посткомунизма. У својим делима оживео је многе великане историје, грађанства, музике и политике Југославије и Европе. Остао је у сећању свих радних људи, уметника и колега тога времена по својој људскости, раду, знању и умећу. Пошто није био политички активан, није имао могућност да се сахрани на гробљу великана.
Олга Јеврић (1922) се посветила свом новом концепту - аморфне облике као дате у природи повезује у динамичан однос арабеском првих гвоздених шипки, које исијавају конструктивну и експресивну вредност, што је, после њених упрошћених портрета у смислу египатски чврстог, збијеног волумена, један велики развојни помак. Њено стваралаштво трајало је пет деценија и оставило је озбиљан траг и наслеђе у визуелној култури.
Олга Јанчић (1929), чије дело има, пак, ма колико транспоновано и сведено, призвук класичног: искључиво употребљава камен и бронзу и тежиште помера ка органским облицима из природе.
Блиска по схватању скулптуре и њених изражајних средстава Олги Јанчић је и Ана Бешлић (1912—2008), али и веома различита у схватању нових материјала и употребе полихромије. Ту су још и вајари Ото Лого (1931), са његовим скулптура - симболима, Јован Кратохвил (1924—1998), Лидија Мишић (1932), Коста Богдановић (1930), Томислав Каузларић (1934—1992), Велизар Михић (1933), Милош Сарић (1927) и неколико вајара најмлађе „постмодерне“ генерације међу којима се истиче Мрђан Бајић.

## Модерно српско вајарство
„... Дуги низ уметника преобразио је и створио модерно српско вајарство у распону од новог антропоморфизма до његовог напуштања у правцу органске асоцијативне или апстрактне форме или у правцу геометричног пуризма, односно данашњег постмодернизма, који, понекад, својом меморијом наставља „вечито кружење истог“, понекад га, међутим, напушта тражећи нову дефиницију дела, вајарства и саме уметности, најчешће брисање граница између медија. Уопште, у раздобљу после 1950. изразио је данашње његове битне тежње које су ангажовале све материјале, како класичне тако и оне које је створила технолошка цивилизација, и све моћи човека - афективне, идеолошке и градитељске. При томе приметан је и процес мутације самог медија - појава боје знак је његове повремене тежње ка сликарству, односно, тачније - сликарства ка рељефу и маси. Илузионистичка представа једне мртве природе, или призора, преображава се понекад у стварни и у стварном простору постојећи предмет, или „догађај“. Тако се вајарство на махове појављује и као последица сликарства које је, стремећи ка визуелно-тактилној упечатљивости и стварном простору, променило свој онтолошки статус...“